# Yamabe (district)
Yamabe (山辺郡, Yamabe-gun) is een district van de Japanse prefectuur Nara.
Op 1 april 2009 had het district een geschatte bevolking van 4255 inwoners en een bevolkingsdichtheid van 2620 inwoners per km². De totale oppervlakte bedraagt 66,56 km².

## Dorpen en gemeenten
- Yamazoe

## Geschiedenis
- Op 1 april 2005 werd de gemeente Tsuge van het district Yamabe en de gemeente Tsukigase van het district Soekami aangehecht bij de stad Nara. Het district Soekami verdween ten gevolge van deze fusie.

Steden:
Gojō · Gose · Ikoma · Kashiba · Kashihara · Katsuragi · Nara (hoofdstad) · Sakurai · Tenri · Uda · Yamatokōriyama · Yamatotakada

Districten:
Ikoma · Kitakatsuragi · Shiki · Takaichi · Uda · Yamabe · Yoshino
Gemeenten per district